# Croix de cimetière de Plumergat
La croix de cimetière de Plumergat est une croix de cimetière de la commune de Plumergat, dans le Morbihan.

## Localisation
La croix est située dans le cimetière communal, au nord du bourg.

## Historique
La croix est datée du XVIIe siècle.
Elle fait l'objet d'une inscription au titre des monuments historiques depuis le 3 janvier 1935.

## Architecture
La croix se présente comme une croix à fronton que supporte un fût cylindrique, lui-même disposé sur une base avec double emmarchement. Une Crucifixion y est représenté à l'avers et une Vierge Marie en occupe le revers.

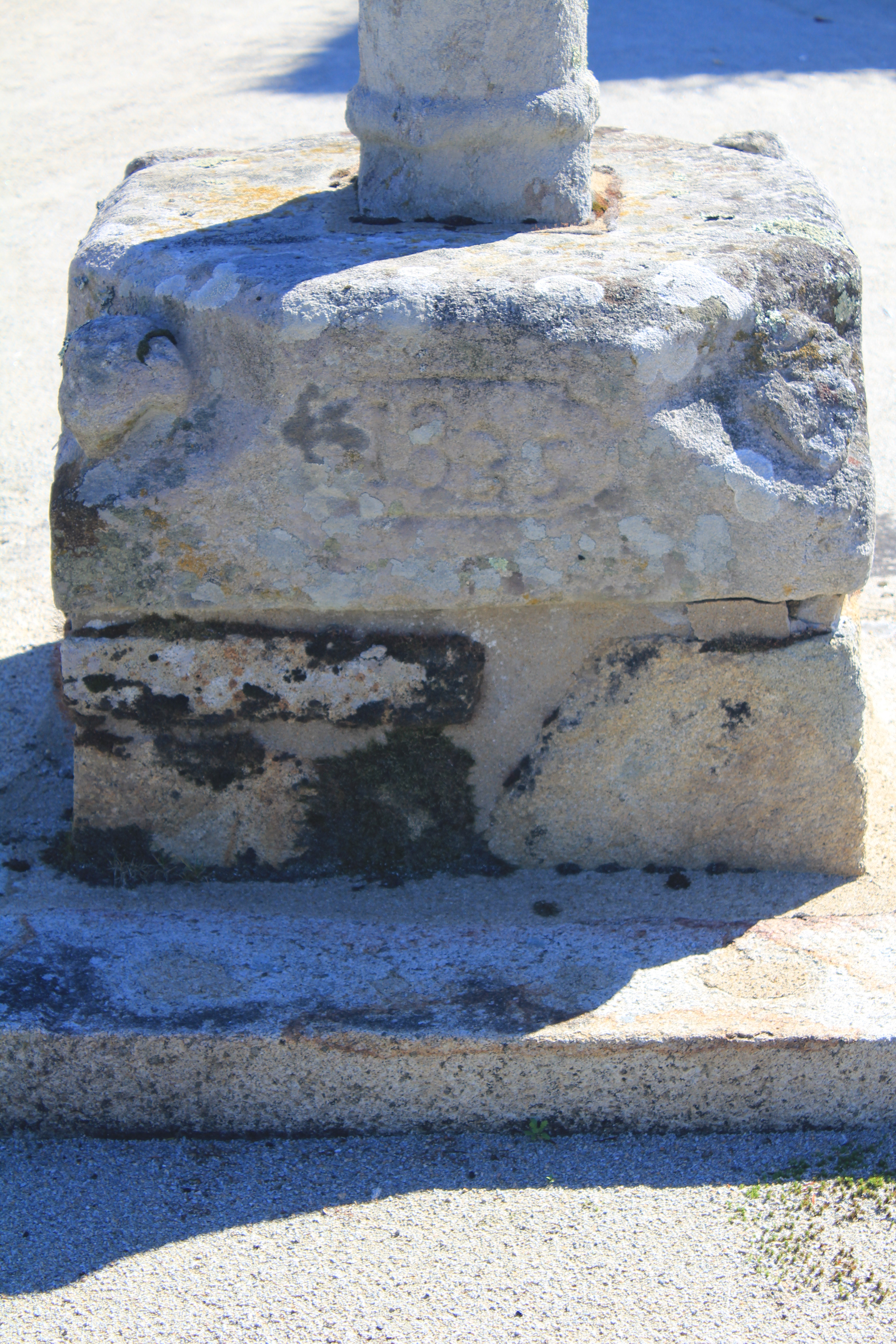
Socle.
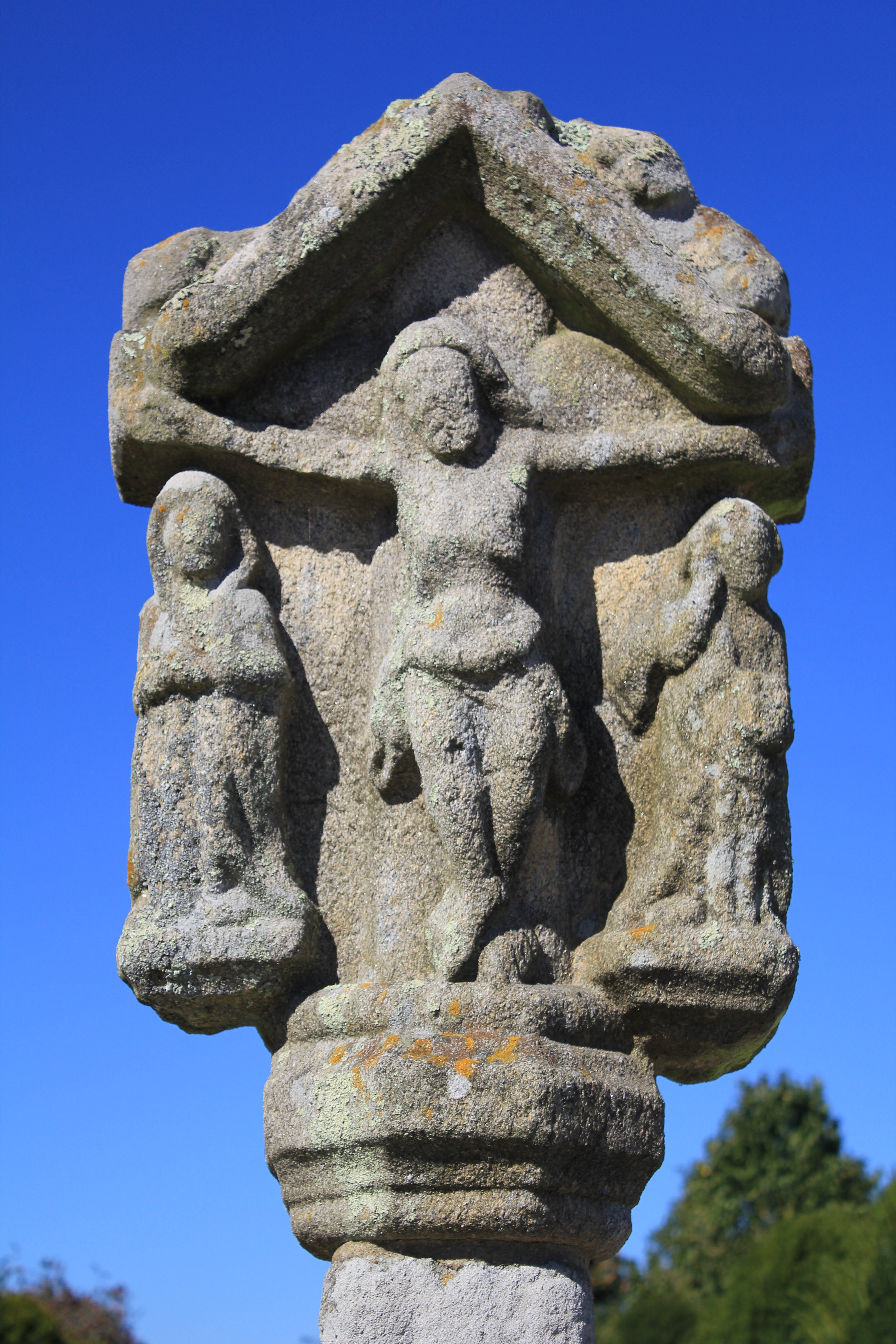
Crucifixion.
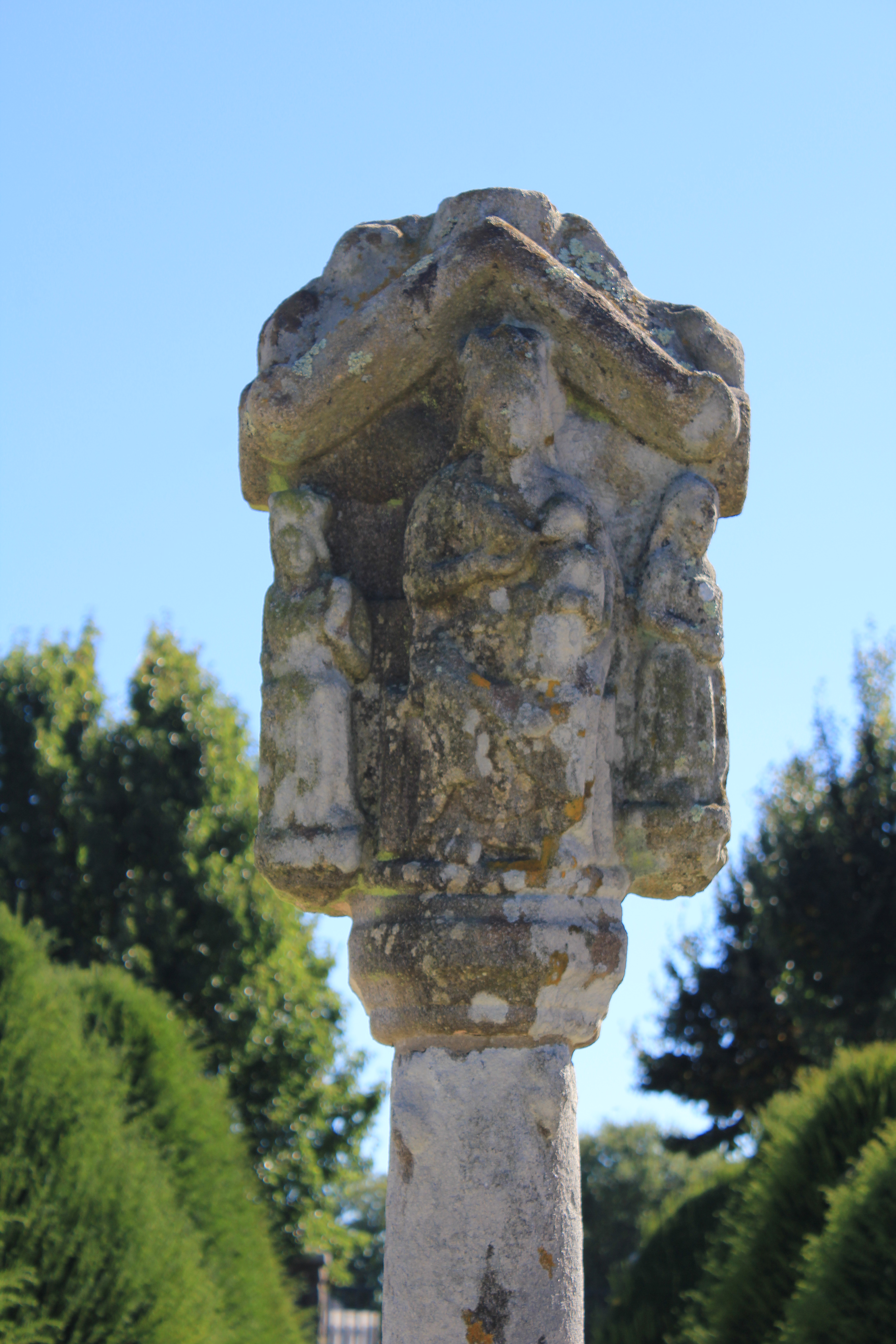
Vierge Marie.